# Fljótsdalshreppur
Fljótsdalshreppur es un municipio de Islandia. Se encuentra en la región oriental de Austurland y en el condado de Norður-Múlasýsla. 

## Territorio y población
Tiene un área de 1516 kilómetros cuadrados y una población de 80 habitantes, para una densidad de 0,05 hab./km², muy por debajo del promedio nacional, que es casi de 3 hab./km². Es el menos poblado de los municipios de Austurland y uno de los menos habitados en toda Islandia.

## Lugares de interés

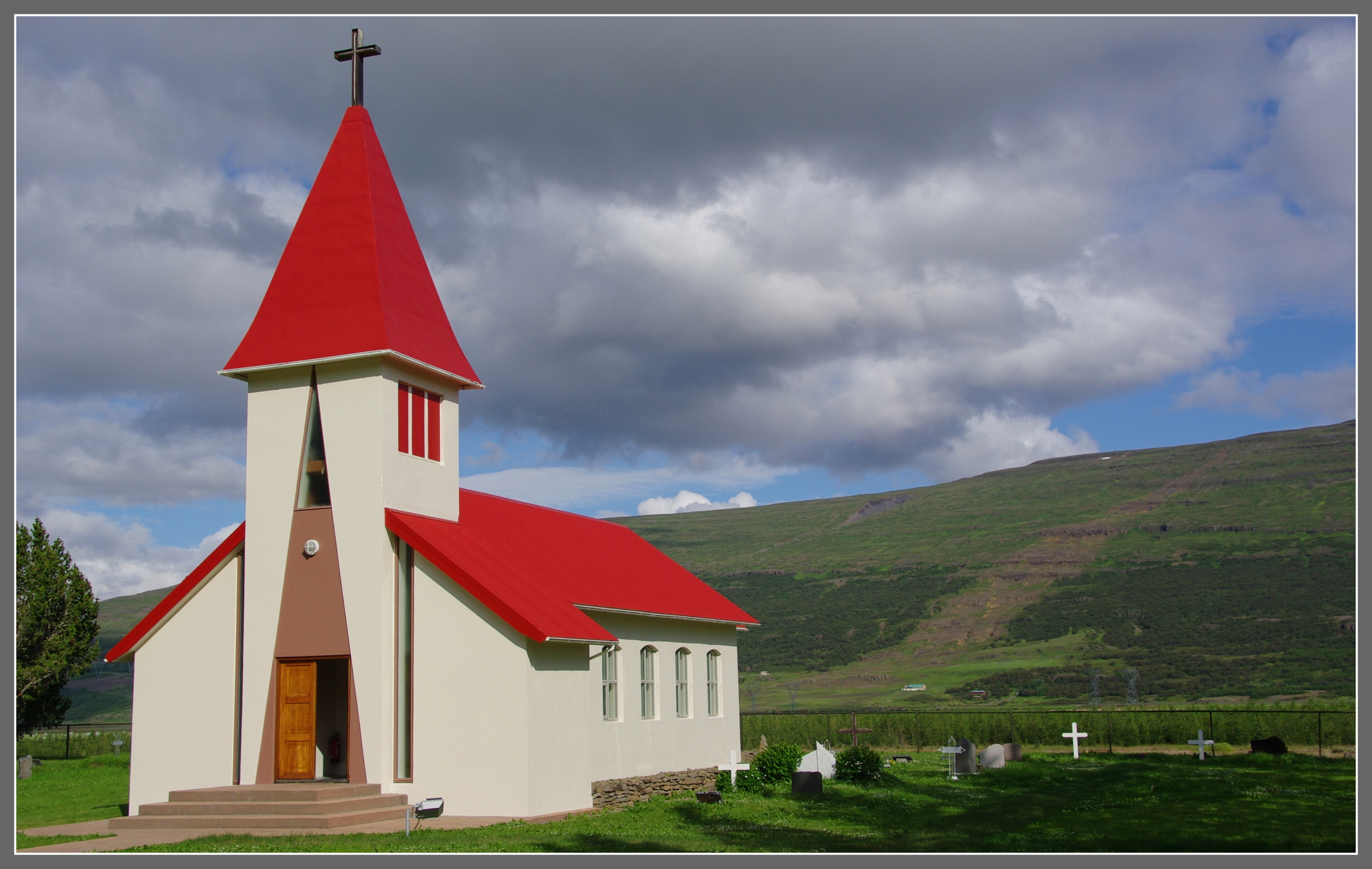
Iglesia Valþjófsstaðarkirkja

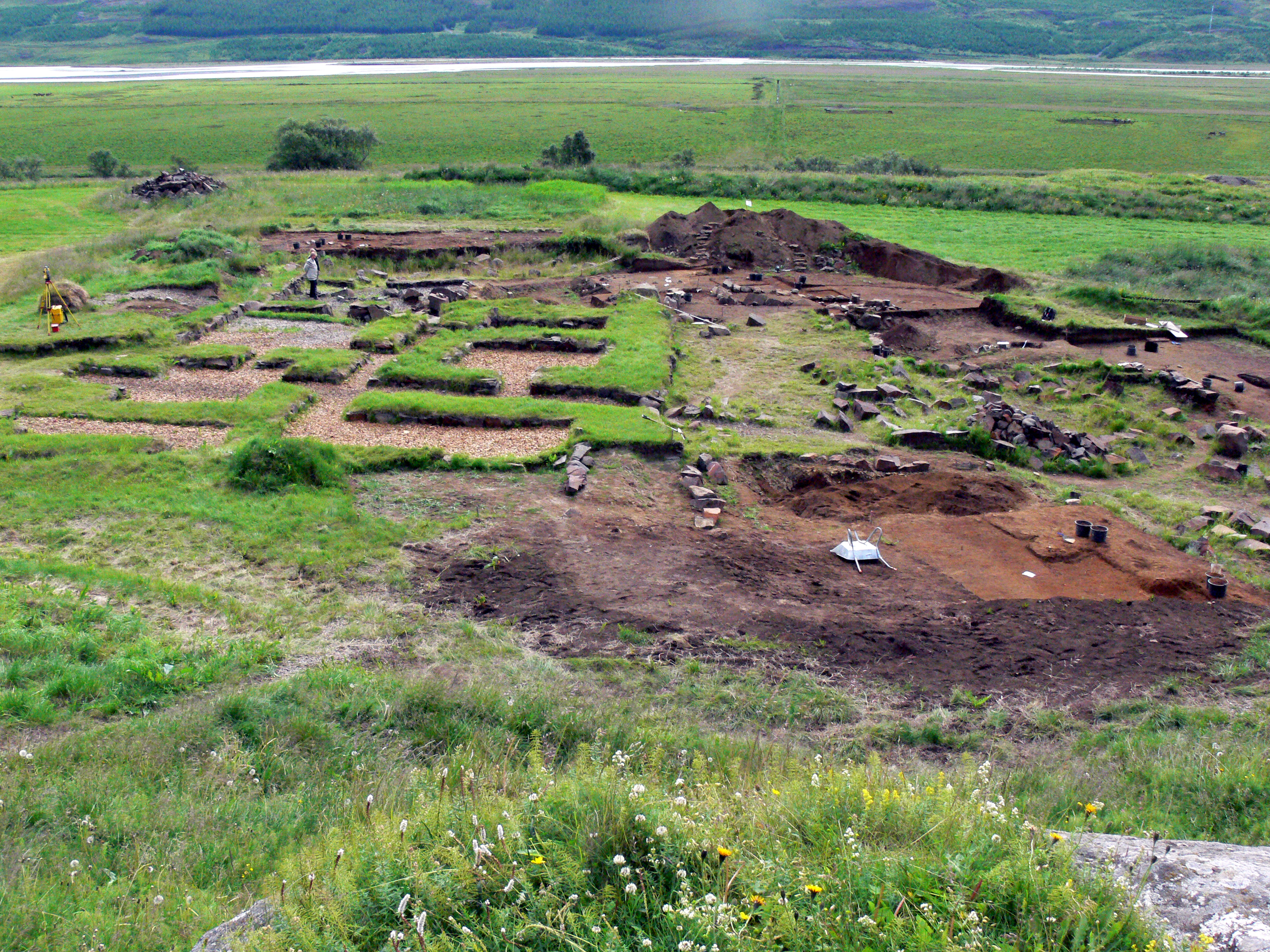
Excavaciones Skriðuklaustur

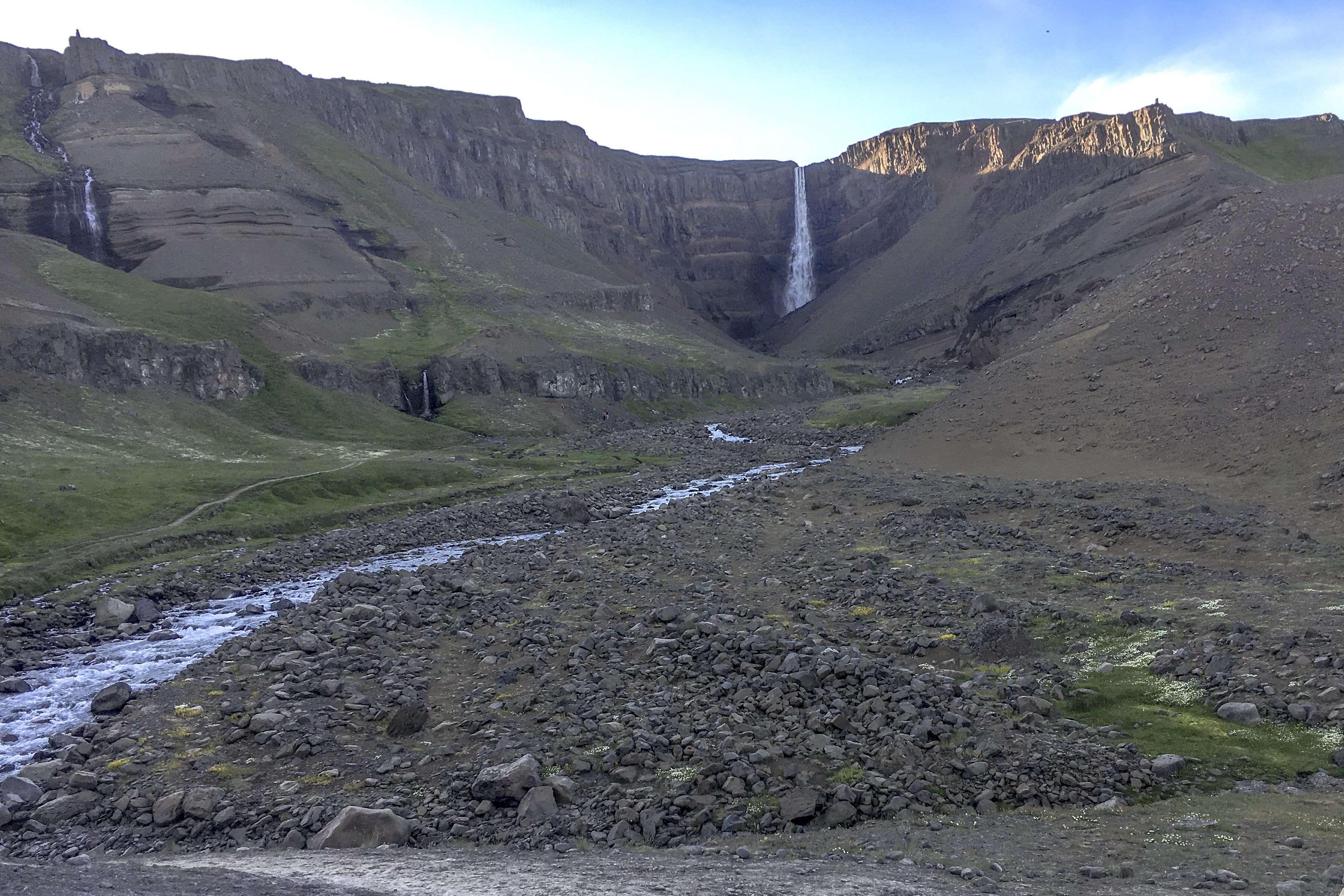
Hengifoss

Hallormstaðaskógur, el mayor bosque de Islandia, con un área de 740 hectáreas, se ubica en Fljótsdalur a 27 km de Egilsstaðir, a orillas del lago Lögurinn. Las primeras árboles fueron plantadas en 1905. Hoy día hay 85 especies diferentes de árboles en el bosque.
El salto de água Hengifoss que mide 128 metros de altura es el tercer salto de água más alto de Islandia. Se ubica en el sudoeste de la comunidad.
La granja Valþjófsstaður se ubica en la comunidad de Fljótsdalshreppur al borde del lago Lagarfljót a 39 km de Egilsstaðir. Valþjófsstaðarkirkja, la iglesia de la granja, fue inaugurada en 1966. La puerta de la iglesia es una copia auténtica de la puerta original Valþjófsstaðarhurð creada en el siglo XIII que es conocida por sus esculturas de madera que demuestran escenas de la historia de Islandia. La puerta mide 2,05 metros de alto y se halla en el Museo Nacional de Islandia en Reikjavík ya que es considerada como una obra de arte de valor nacional. Fue vendida la puerta a Dinamarca en 1851 y depositada en Copenhague. En 1930 fue devuelta a Islandia con ocasión del milenario aniversario de la fundación del Alþingi, el parlamento islandés. Cerca de la iglesia se halla el edificio Skriðuklaustur, la antigua residencia de Gunnar Gunnarsson, uno de los escritores más importantes de Islandia. El edificio fue construido en 1939 por el arquitecta alemán Fritz Höger y regalado al Estado islandés en 1948. Hoy abriga un museo que se dedica a la vida y a las obras del escritor. Entre 2002 y 2012 fueron realizadas investigaciones arqueológicas cerca del edificio. Fueron excavados los cimientos de un monasterio fundado en 1493, de una iglesia inaugurada en 1512 y de un hospital. Al lado de los cimientos que ocupan un área de 700 m² fue descubierto un antiguo cementerio con 242 tumbas.

## Infraestructura
El centro de salud, tiendas y supermercados más cercanos así como el Aeropuerto Internacional de Egilsstaðir se sitúan en la ciudad de Egilsstaðir. Fljótsdalshreppur cuenta con un hotel, un albergue juvenil, un restaurante y con un terreno de camping.